# Festuca quadriflora
Festuca quadriflora är en gräsart som beskrevs av Gerhard August Honckeny. Festuca quadriflora ingår i släktet svinglar, och familjen gräs. Inga underarter finns listade i Catalogue of Life.